# モハンマドホセイン・アーデリー

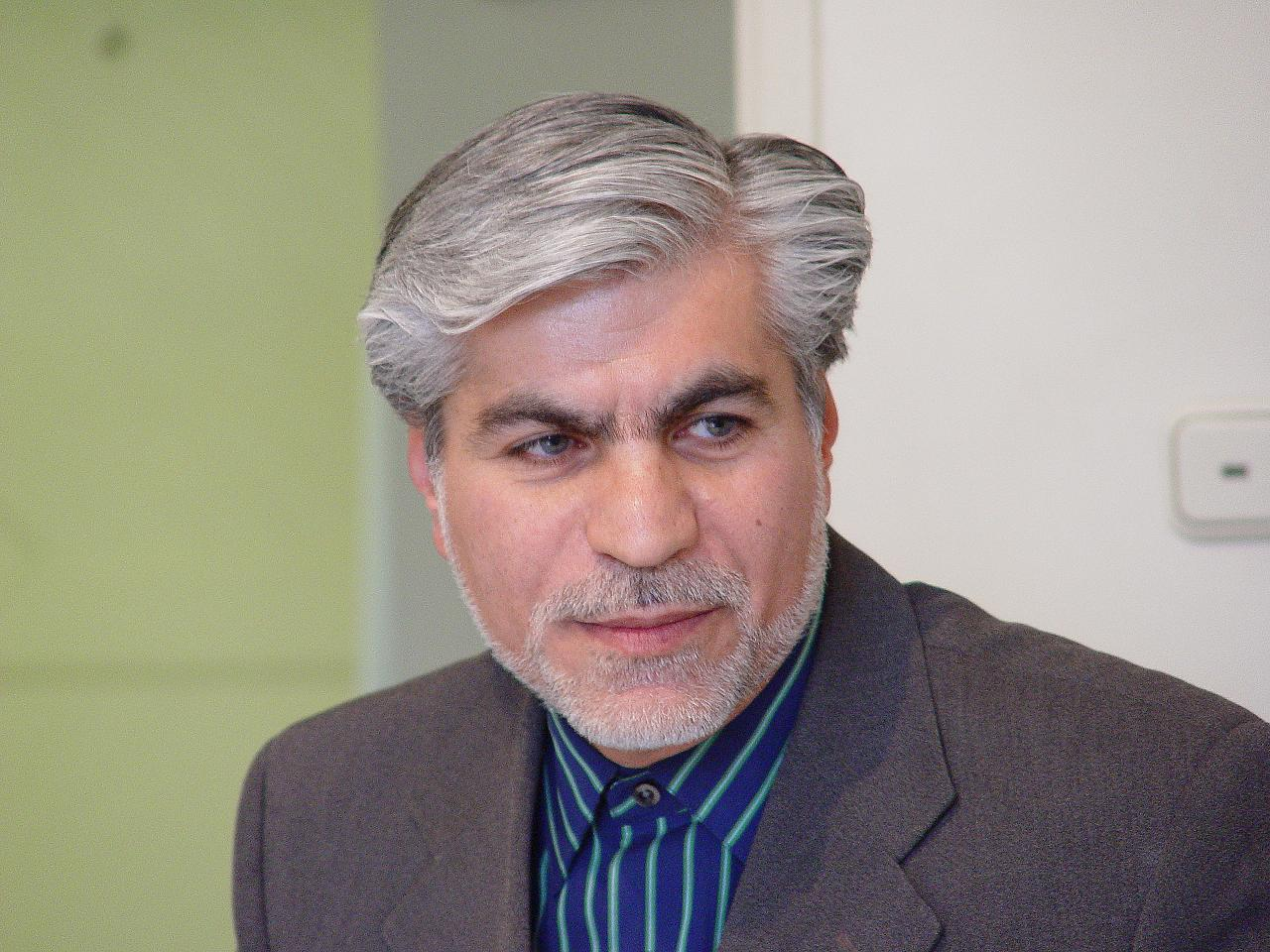
モハンマドホセイン・アーデリー

セイイェド・モハンマドホセイン・アーデリー（ペルシア語: سید محمدحسین عادلی、英語: Seyed Mohammad Hossein Adeli、1953年 - ）は、イランの政治家、外交官、経済専門家、学者。2014年1月、ガス輸出国フォーラム（GECF）の事務総長に就任し、2015年11月に再選してからは2期目の任期を務めている。ラヴァンド研究所の創設者でもある。2011年まで、イラン初の投資銀行であるアミーン投資銀行の頭取を務めていた。
2014年5月、アーデリーは明仁天皇より旭日重光章を賜った。これは、革命前の皇帝モハンマド・レザー・パフラヴィーが1958年の訪日時に受賞した大勲位菊花章頸飾を除けば、日本からイラン人に授与された勲章の中では最も序列の高い勲章である。

## 外交経歴
アーデリーの外交経歴は駐日イラン大使に任命されたことから始まり、1987年から1989年にかけて大使を務めた。駐日大使の任にあった1989年1月7日、60年以上も在位していた昭和天皇が崩御し、翌2月24日に大喪の礼が執り行われた。アーデリー大使は、自身の夫人を伴ってモスタファー・ミールサリーム副大統領、モハンマドホセイン・サッファール・ハランディー国会議員（農業委員長）と共に参列した。
在任中、イランと日本の通商関係や政治関係を再び活性化させるという目的において彼は重要な役割を果たした。
帰国後まもなく、36歳でイラン・イスラム共和国中央銀行の総裁に任命された。アーデリーは、イラン・イラク戦争後の復興という厳しい時期において経済改革パッケージの先駆者として名声を得た。一連の
マクロ経済の適正化の中で、為替政策と金融政策を劇的に改善することにより、アーデリーは強くて持続性のある結果をもたらした。
アーデリーの外交経歴は、1995年に駐カナダ・イラン大使に任命されたことで更に発展した。任期の最終年であった1999年にアーデリーは外務副大臣および対外経済連合協議会 (Coordinating Council for Foreign Economic Relations) に指名され、2004年まで任期にあった。この数年の在任期間中、アーデリーはアフガニスタン復興およびイラク復興のための二つの特別委員会を設置した。
最後の外交の公職として、彼は駐英イラン特命全権大使を務めた。